# Vạc đồng (nhà Nguyễn)

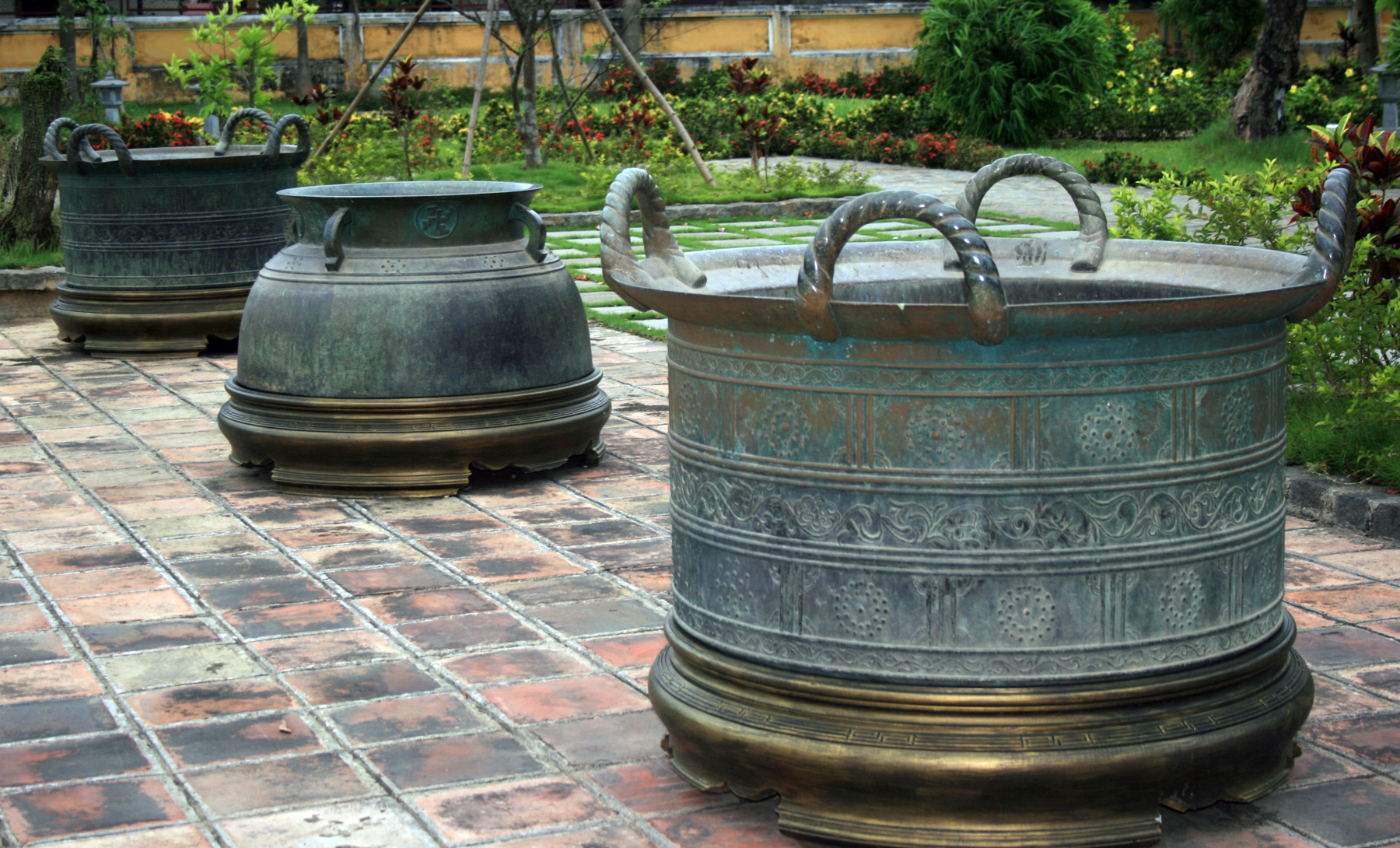
Bộ sưu tập Vạc đồng của Bảo tàng Mỹ thuật Cung đình Huế

Tại cố đô Huế hiện còn lưu giữ và trưng bày 15 chiếc vạc đồng là những tác phẩm nghệ thuật thật sự, thể hiện trình độ kỹ thuật đúc và mỹ thuật tuyệt vời. Trong số đó, 11 chiếc được đúc từ thời các chúa Nguyễn, còn 4 chiếc được đúc vào thời Minh Mạng.

## Vạc đồng thời các chúa Nguyễn
Theo sử sách, từ năm 1631 đến năm 1684, chúa Nguyễn Phúc Chu (1631 – 1635) và chúa Nguyễn Phúc Tần (1648 – 1687) đặt tại Phước Yên (1626 – 1636) và Kim Long (1636 – 1687) chứ chưa chuyển về Phú Xuân. Tức là 11 chiếc vạc đồng này xuất hiện vào thời gian này; tuy nhiên, người ta chưa xác định được đặt chỗ nào. Hiện nay, 11 chiếc này có đến 7 chiếc đặt tại hoàng cung, 3 chiếc đặt tại Bảo tàng Mỹ thuật Cung đình Huế, một chiếc đặt tại Lăng Đồng Khánh.
Tất cả những chiếc vạc có kích thước to lớn, từ vài trăm đến vài ngàn cân, theo giả thiết, tác giả của những chiếc vạc này chính là do Cruz 1 - người Bồ Đào Nha sống tại Phường Đúc - Huế, lấy vợ người Việt Nam và là người được xem là sáng tạo nên ngành đúc nổi tiếng. Ông là người giúp chúa Nguyễn đúc vũ khí và vạc đồng để tỏ rõ uy quyền của dòng họ Nguyễn.
Trừ chiếc làm năm 1659, 10 chiếc làm sau có kiểu dáng tương tự nhau và gồm loại 4 quai và loại có 8 quai.
Loại vạc 4 quai gồm có 6 chiếc, trong đó có 2 chiếc đúc vào năm 1659, các chiếc còn lại vào các năm 1660, 1662, 1667 và 1673 (tức các chiếc số 2, 3, 4, 5, 10 và 11 theo thứ tự liệt kê trên). 4 quai được đặt gần trên miệng và cao vượt miệng, xoắn hình dây thừng. Phần thân vạc chia thành nhiều ô và được trang trí khác nhau hoàn toàn, tuy nhiên vạc nào là cặp thì trang trí hoàn toàn giống nhau.
Loại vạc 8 quai gồm có 4 chiếc đúc vào các năm 1670, 1672 (2 chiếc) và 1684 (tức các chiếc số 6, 7, 8 và 9 theo thứ tự liệt kê trên).Đặc điểm chung của loại vạc này là 8 quai được đặt dưới miệng vạc một đoạn và cao không quá miệng vạc. Các chiếc quai kiểu này đều tạo hình đầu rồng có cổ vương ra từ thân vạc, trông khá sinh động. Phần thân vạc không chia thành lớp hay ô hình học để trang trí như loại vạc 4 quai mà chỉ trang trí phần trên, phía gần quai vạc. Mô típ trang trí cũng khác kiểu vạc 4 quai rất nhiều. Nhưng cũng như loại vạc 4 quai, những chiếc cùng một đôi thì có mô típ trang trí gần tương tự nhau.
Tất cả 11 chiếc vạc trên dĩ nhiên đều không có chân đúc liền thân. Hiện nay, trừ 3 chiếc vạc đang đặt trước điện Long An được kê trên bộ chân (3 chiếc kiểu chân kiềng) bằng gang được tạo dáng khá đẹp và hài hoà với phần thân, các chiếc vạc còn lại đều được đặt trên các chân bằng đá Thanh khá mộc mạc. Có lẽ các bộ chân này đều được làm lại trong thời Nguyễn.

### Vạc thứ nhất

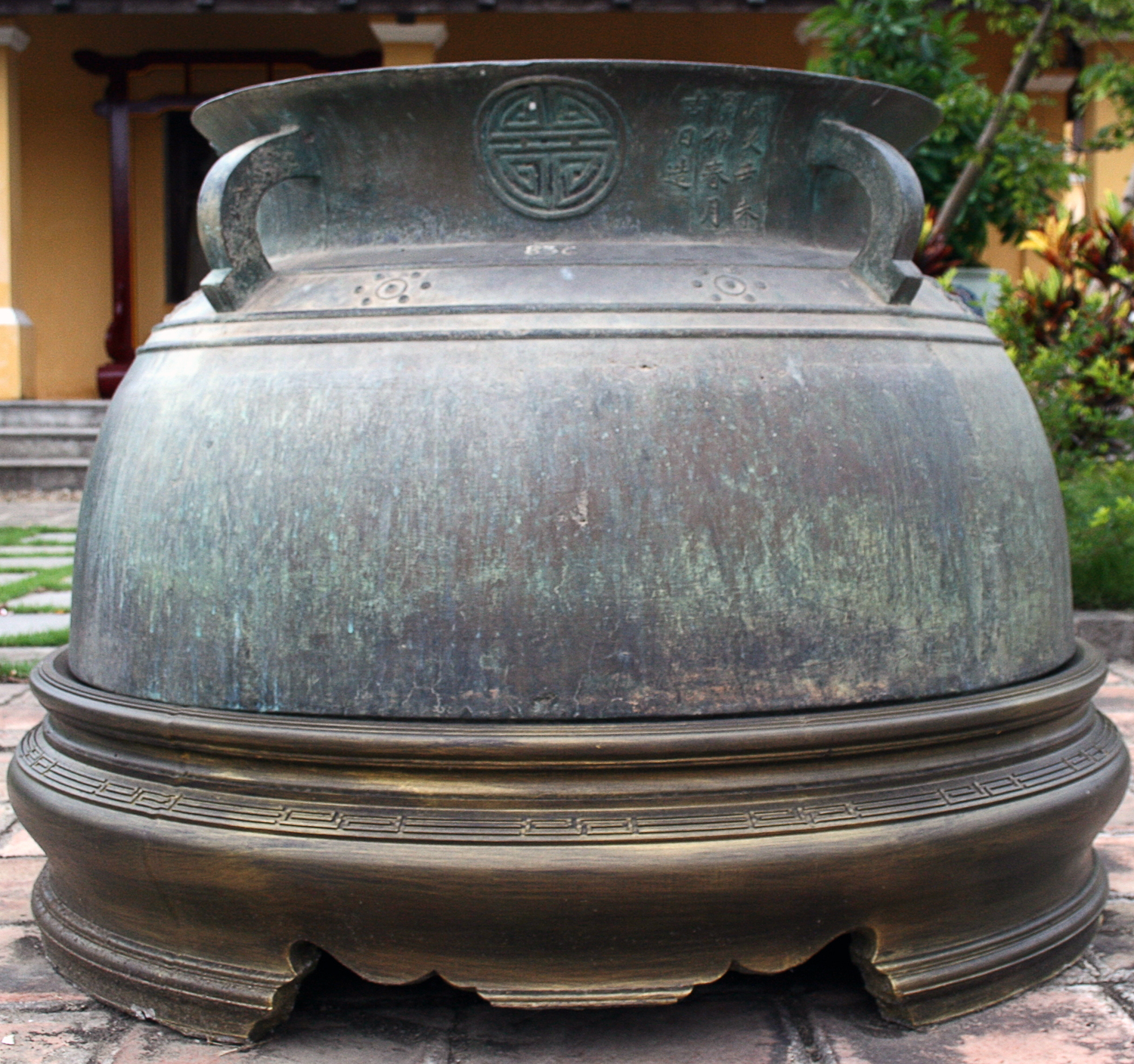
Vạc đồng trước điện Long An

Vạc được đúc năm 1631, thời chúa Nguyễn Phúc Nguyên, hiện đang được đặt ngay trước hiên điện Long An (hiện là toà nhà trưng bày chính của Bảo tàng mỹ thuật cung đình Huế). Đây là một chiếc vạc có hình dáng rất lạ, tương tự một chiếc nồi kích thước lớn, cổ thắt bụng phình to, trên cổ có 4 quai được tạo dáng khá đẹp. Trên thân vạc có đề niên đại "Tuế thứ Tân Mùi nhuận trọng xuân", tức năm 1631 2. Trọng lượng vạc là 561 cân(ta). Vạc này do người Việt Nam đúc.
- Văn tự khắc trên vạc:

Tuế thứ Tân Mùi nhuận trọng xuân nguyệt cát nhật tạo
Trọng ngũ bách lục thập nhất cân

### Vạc thứ hai
Chiếc vạc thứ hai được đúc năm 1659, hiện được đặt phía trước điện Kiến Trung, bên trong Tử Cấm Thành Huế. Vạc có 4 quai. Trên miệng vạc có ghi rõ năm đúc là Thịnh Đức thứ 7 và trọng lượng chiếc vạc là 2.154 cân (khoảng 1.378 kg). Trên miệng đỉnh có khắc dòng chữ "nhất song" (nghĩa là một đôi) nhưng hiện còn chỉ 1 chiếc.
- Văn tự khắc trên vạc:

Thịnh Đức thất niên tạo đỉnh
Đồng nhị thiên nhất bách ngũ thập tứ cân

### Vạc thứ ba
Chiếc vạc thứ ba này cũng được đúc vào năm 1659, nhưng không đề niên hiệu vua Lê mà đề niên đại theo can chi (Kỷ Hợi niên tứ nguyệt tạo đỉnh), trọng lượng của vạc chỉ là 560 cân, nhưng nó lại có cùng kiểu dáng và hình thức trang trí với chiếc vạc đặt trước điện Kiến Trung. Cùng niên đại và cùng hình dáng, kiểu thức trang trí. Vạc có 4 quai. Trên miệng chiếc vạc thứ 2 này còn khắc 3 chữ "Nội phủ tướng".
- Văn tự khắc trên vạc:

Kỷ hợi niên tứ nguyệt tạo đỉnh
Nội phủ tướng
Đồng ngũ bách lục thập cân.

### Vạc thứ tư và thứ năm

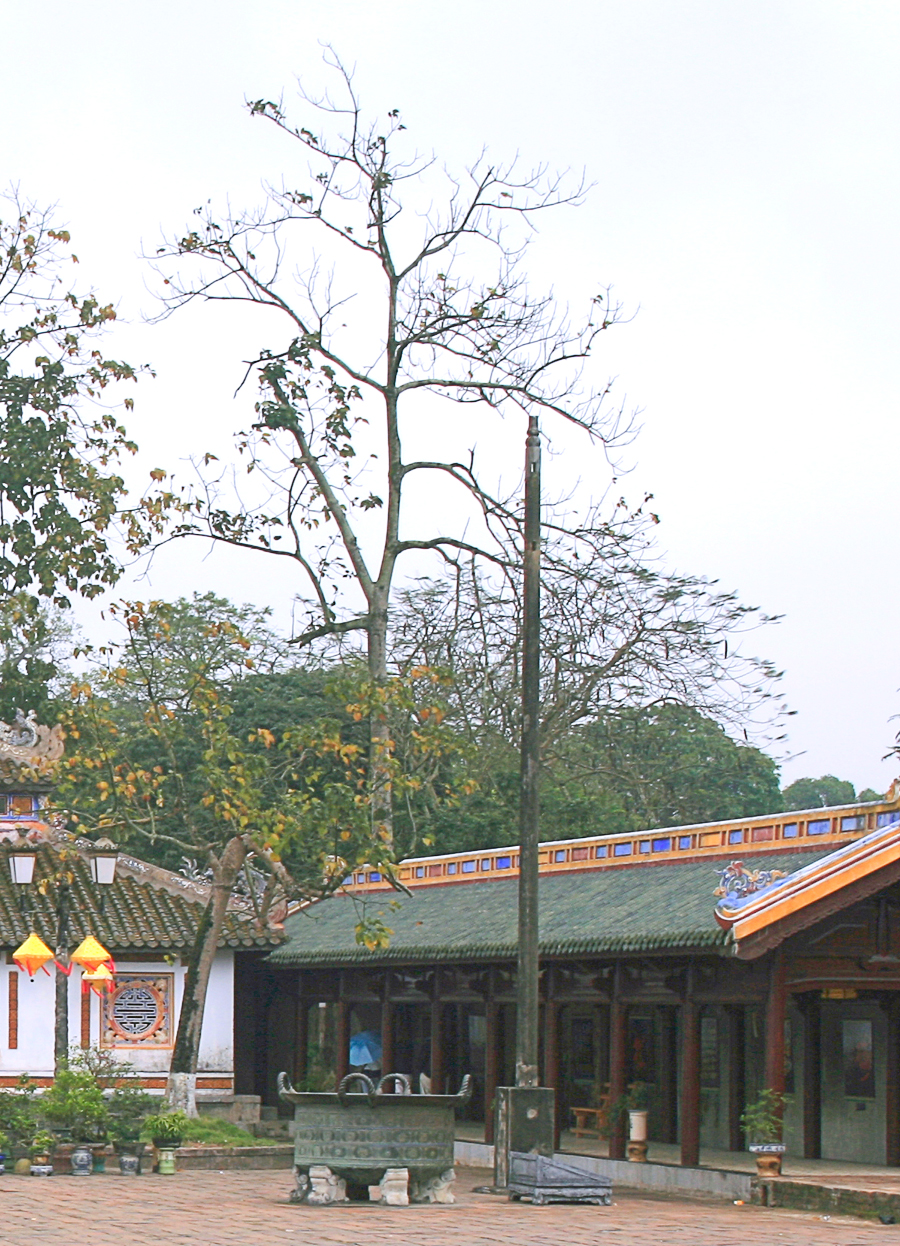
Một chiếc Vạc đồng trước sân Điện Cần Chánh

2 vạc này hiện đang được đặt trước sân điện Cần Chánh, bên trong Tử Cấm Thành. Đây là 2 chiếc vạc có kích thước và trọng lượng lớn nhất trong các vạc thời chúa Nguyễn. Chiếc thứ nhất đúc năm 1660 (năm Thịnh Đức thứ 8), trọng lượng 2.482 cân; chiếc thứ hai đúc năm 1662 (Thịnh Đức thứ 10), trọng lượng 2.425 cân; cả hai đều có đường kính miệng trên 2,2 m, cao trên 1 m. Hai chiếc vạc này có hình dáng và kiểu thức trang trí rất giống nhau, có 4 quai, trên miệng vạc đều khắc 2 chữ Hán "Nhất Song" (một đôi).
- Văn tự khắc trên vạc:

Thịnh Đức bát niên nhị nguyệt tạo đỉnh
Đồng nhị thiên tứ bách bát thập nhị cân
Thịnh Đức thập niên tạo đỉnh
Đồng nhị thiên tứ bách nhị thập ngũ cân

### Vạc thứ sáu
Chiếc vạc thứ sáu đúc vào năm Cảnh Trị thứ 8 (1670), hiện đặt ở phía trước, bên phải Duyệt Thị Đường, nặng 938 cân.
- Văn tự khắc trên vạc:

Cảnh Trị bát niên bát nguyệt tạo lịch
Đồng cửu bách tam thập bát cân

### Vạc thứ bảy
Là chiếc cùng đôi với chiếc vạc đặt ở Duyệt Thị Đường và nó được đúc sau đó 1 năm (1671), hiện được đặt ở góc sân phía đông điện Thái Hoà. Chiếc vạc còn lại nặng 896 cân, hình thức trang trí gần giống như chiếc kia.
- Văn tự khắc trên vạc:

Cảnh trị thập niên lục nguyệt tạo lịch
Đồng bát bách cửu thập lục cân
Một bên có dòng chữ Chính nội phủ

### Vạc thứ tám và thứ chín
Đôi vạc này dễ nhận biết vì từ hình dáng đến kích thước đều tương tự nhau, tuy nhiên, niên đại đúc của chúng lại lệch nhau đến 13 năm. Đó là hai chiếc vạc đặt trước sân điện Càn Thành. Chiếc bên trái (nhìn từ trong ra) đúc năm Chính Hoà thứ 5 (1684), nặng 1395 cân; chiếc bên phải đúc năm Cảnh Trị thứ 10 (1671), nặng 1.390 cân. Cũng như hai chiếc vạc đặt trước sân điện Cần Chánh, hai chiếc vạc này có lẽ đã được đặt tại đây từ rất sớm.
- Văn tự khắc trên vạc:

Cảnh Trị thập niên chính nguyệt tạo lịch
Đồng nhất thiên tam bách cửu thập cân
Chính Hòa ngũ niên lục nguyệt tạo lịch
Đồng nhất thiên tam bách cửu thập ngũ cân

### Vạc thứ mười
Được đặt trong khuôn viên phần tẩm điện lăng Đồng Khánh, phía đầu hồi nhà Hữu Vu(của điện Ngưng Hy). Vạc loại 4 quai, đúc năm Dương Đức thứ 2 (1673), nặng 1.013 cân. Tuy trên miệng vạc có đề 2 chữ Hán "nhị song" (tức 2 đôi) nhưng cho đến nay vẫn chưa tìm ra loại vạc cùng cặp.
- Văn tự khắc trên vạc:

Dương Đức nhị niên lục nguyệt tạo đỉnh.
Đồng nhất thiên tam thập cân

### Vạc thứ mười một

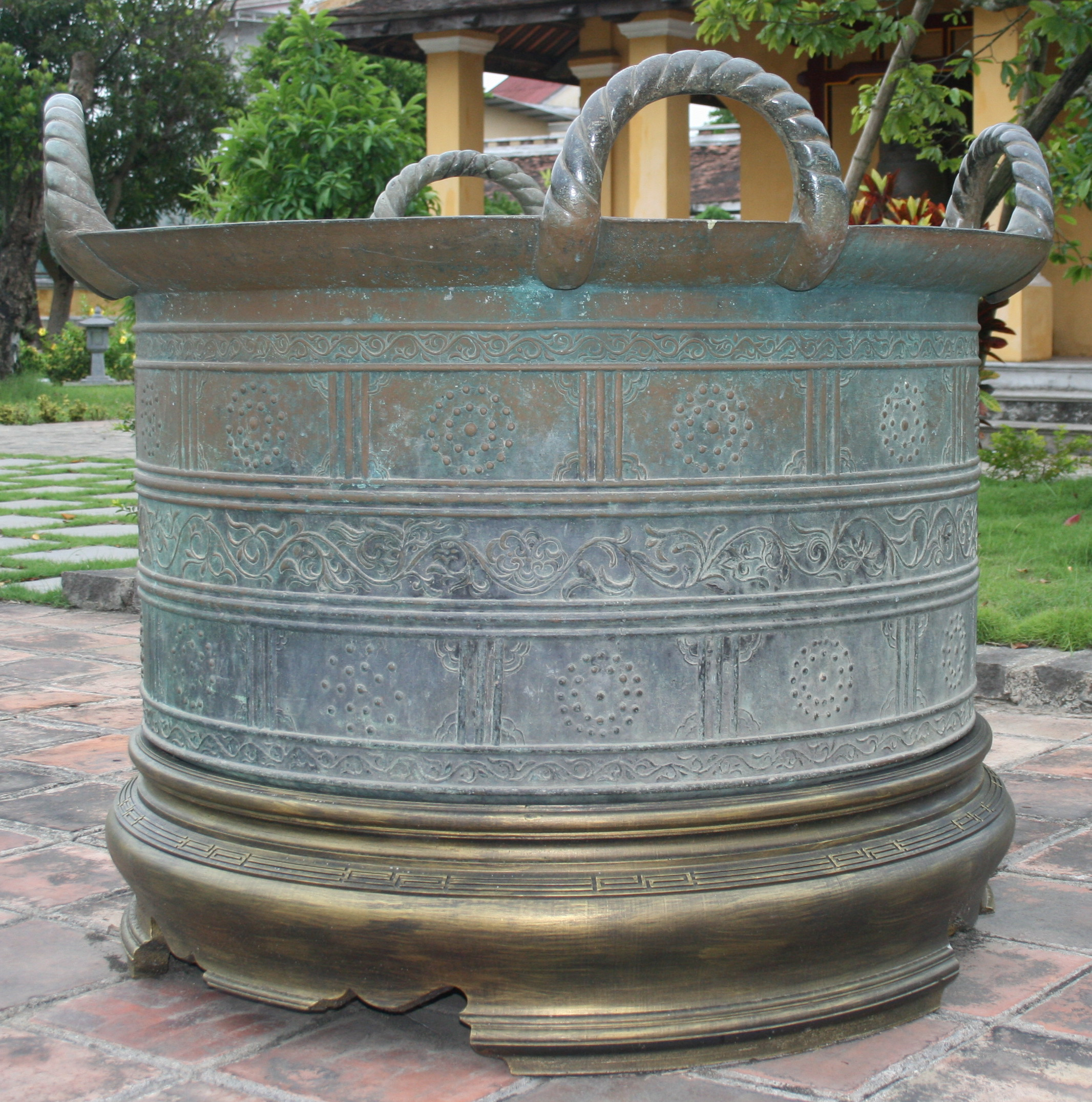
Một chiếc vạc tại Điện Long An

Hiện đặt phía trước hiên, bên trái điện Long An, được đúc vào năm Đinh Tỵ(1667). Chiếc vạc này nặng 560 cân, có 4 quai, trên miệng có đề nhất song nhưng chưa tìm ra chiếc cùng đôi với nó. Điểm đáng chú ý ở chiếc vạc này là trên miệng vạc có khắc 3 chữ tiền chính cung tức nguyên xưa nó được đặt trước cung điện chính của phủ chúa.
- Văn tự khắc trên vạc:

Đinh tỵ niên tứ nguyệt sơ lục nhật tạo đỉnh
Đồng ngũ bách lục thập cân
Một bên có chữ: Tiền chánh cung

## Vạc đồng thời Minh Mạng
4 vạc này đặt tại điện Hòa Khiêm, trong khu vực lăng Tự Đức. Bốn chiếc được đặt đối xứng với nhau, lấy trục đối xứng là đường Thần đạo của phần tẩm điện và gần như lấy điểm đối xứng là vị trí đặt chiếc đỉnh đồng đốt vàng mã hình chữ nhật đặt gần như ở chính giữa sân. Theo thứ tự từ trong (phía điện Hòa Khiêm) ra ngoài, từ trái qua phải, 4 chiếc vạc này gồm:
- Chiếc thứ 1 được đúc vào năm 1825, nặng 430 cân;
- Chiếc thứ 2 cũng được đúc cùng năm với chiếc trên, nặng 435 cân;
- Chiếc thứ 3 được đúc vào năm 1828, nặng 352 cân;
- Chiếc thứ 4 được đúc cùng năm với chiếc thứ 3, nặng 399 cân. Minh Mạng lục niên nhị nguyệt cát nhật Võ Khố phụng tạo); hai chiếc sau thì chỉ đề năm đúc và trọng lượng chứ không ghi đơn vị đứng ra đúc.

Tuy về trọng lượng 4 chiếc vạc trên có khác nhau, về hình thức và kích thước thì gần như tương tự. 4 quai đặt thấp dưới miệng vạc, quai tạo kiểu đầu rồng, thân vạc hình chum, thân trơn, không trang trí, chân đế hình tròn, làm bằng đá Thanh.

## Giá trị
Vạc đồng tại kinh thành Huế xưa kia không chỉ có 15 cái mà có rất nhiều. Vạc đồng phản ánh một thời kỳ huy hoàng của ngành đúc đồng Huế, mang giá trị lịch sử cao. Tuy chỉ còn 15 cái, một số khác bị thất lạc và bị biến mất theo thời gian. Tuy nhiên với 15 cái vạc đồng này, du khách có thể tìm hiểu về ngành đúc đồng một thời và ngành mỹ thuật trên đồ đồng. Bộ sưu tập 15 chiếc vạc đồng được xem là bộ sưu tập nhiều nhất và độc nhất về loại này và được xem là bảo vật của quốc gia.